# Episodi di Glenn Martin - Dentista da strapazzo
Gli episodi delle due stagioni di Glenn Martin - Dentista da strapazzo sono andati in onda negli Stati Uniti dal 17 agosto 2009 al 7 novembre 2011 (ma nel Regno Unito la programmazione fu completata prima); in Italia la trasmissione degli episodi è iniziata il 13 dicembre 2010 ed ha seguito il codice di produzione.

## Prima stagione
| N° | Codice di produzione | Titolo italiano                 | Titolo originale             | Prima TV USA      | Prima TV Italia  |
| -- | -------------------- | ------------------------------- | ---------------------------- | ----------------- | ---------------- |
| 1  | 102                  | Ritorno al passato              | Amish Anguish                | 17 agosto 2009    |                  |
| 2  | 109                  | Alla ricerca del talento        | The Grossest Show On Earth   | 18 agosto 2009    |                  |
| 3  | 101                  | Salviamo il dente               | Save the Tooth               | 19 agosto 2009    | 13 dicembre 2010 |
| 4  | 103                  | Tutti pazzi per Bobby           | Pimp My RV                   | 20 agosto 2009    |                  |
| 5  | 106                  | Una questione di rispetto       | We've Created a Mobster      | 24 agosto 2009    |                  |
| 6  | 110                  | L'eco village                   | A Bromantic Getaway          | 25 agosto 2009    |                  |
| 7  | 107                  | La rimpatriata                  | From here to Fraternity      | 31 agosto 2009    |                  |
| 8  | 108                  | Chi è Wendy                     | Korea Opportunities          | 14 settembre 2009 |                  |
| 9  | 104                  | Stella polare                   | Fatal Direction              | 28 settembre 2009 |                  |
| 10 | 113                  | Il concorso                     | Little Miss Backstabber      | 12 ottobre 2009   |                  |
| 11 | 111                  | Il fidanzato di mamma           | Miami Spice                  | 19 ottobre 2009   |                  |
| 12 | 105                  | Voglia di zucchero              | Halloween Hangover           | 26 ottobre 2009   |                  |
| 13 | 114                  | L'ex fidanzato                  | Mom Dated That Guy?!         | 9 novembre 2009   |                  |
| 14 | 112                  | Tutti al lavoro                 | Deck the Malls               | 29 novembre 2009  |                  |
| 15 | 120                  | Un incubo dal passato           | The Tooth Shall Set You Free | 25 gennaio 2010   |                  |
| 16 | 115                  | Un dentista alla Casa Bianca    | Hail To the Teeth            | 15 febbraio 2010  |                  |
| 17 | 118                  | Viaggio a Las Vegas             | Vegas Strip                  | 8 marzo 2010      |                  |
| 18 | 116                  | La rabbia di Jackie             | Skate, Rattle & Roll         | 12 aprile 2010    |                  |
| 19 | 117                  | Crisi di mezz'età               | Jackie of All Trades         | 7 maggio 2010     |                  |
| 20 | 119                  | Troppo finto... per essere vero | Funshine, U.S.A.             | 21 maggio 2010    |                  |

## Seconda stagione
| N° | Codice di produzione | Titolo italiano                    | Titolo originale                            | Prima TV USA      | Prima TV Italia |
| -- | -------------------- | ---------------------------------- | ------------------------------------------- | ----------------- | --------------- |
| 21 | 204                  | Gli s-coppiati                     | Bust 'em Up                                 | 11 giugno 2010    | 16 aprile 2011  |
| 22 | 203                  | La mostra canina                   | Dog Show                                    | 18 giugno 2010    | 16 aprile 2011  |
| 23 | 202                  | Un'atleta in famiglia              | Footlooseball                               | 2 luglio 2010     | 4 aprile 2011   |
| 24 | 205                  | Come diventare strega in un giorno | Jackie's Get-Witch-Quick Scheme             | 9 luglio 2010     | 23 aprile 2011  |
| 25 | 206                  | Il dente del giudizio              | Toothfairy                                  | 30 luglio 2010    | 23 aprile 2011  |
| 26 | 209                  | La sfilata di moda                 | Fashion Show                                | 10 settembre 2010 | 7 maggio 2011   |
| 27 | 210                  | Il fratellastro                    | Step-Brother                                | 17 settembre 2010 | 7 maggio 2011   |
| 28 | 212                  | Scambio d’identità                 | Life Swap                                   | 15 ottobre 2010   | 14 maggio 2011  |
| 29 | 215                  | Le favole del buon Natale          | A Very Martin Christmas                     | 3 dicembre 2010   | 28 maggio 2011  |
| 30 | 213                  | Un pony per Courtney               | Courtney's Pony                             | 20 dicembre 2010  | 21 maggio 2011  |
| 31 | 217                  | Il guardiano del baseball          | Dad News Bears                              | 21 dicembre 2010  | 4 giugno 2011   |
| 32 | 214                  | Volontari                          | Volunteers                                  | 22 dicembre 2010  | 21 maggio 2011  |
| 33 | 207                  | Campo estivo. Prima parte          | Camp Part 1                                 | 23 dicembre 2010  | 30 aprile 2011  |
| 34 | 208                  | Campo estivo. Seconda parte        | Camp Part 2                                 | 23 dicembre 2010  | 30 aprile 2011  |
| 35 | 211                  | L’eterno ieri                      | GlennHog Day                                | 4 febbraio 2011   | 14 maggio 2011  |
| 36 | 216                  | Glenn il centauro                  | Glenn and the Art of Motorcycle Maintenance | 18 febbraio 2011  | 28 maggio 2011  |
| 37 | 218                  | Un vento fortunato                 | Windfall                                    | 8 maggio 2011     | 4 giugno 2011   |
| 38 | 219                  | Dipendenza da videogioco           | Videogame Wizard                            | 8 agosto 2011     | 11 giugno 2011  |
| 39 | 220                  | Appuntamento con Destiny           | Date With Destiny                           | 22 agosto 2011    | 11 giugno 2011  |
| 40 | 201                  | Furto                              | H*e*i*s*T                                   | 7 novembre 2011   | 4 aprile 2011   |